# Paragobiodon
Paragobiodon es un género de peces de la familia de los Gobiidae en el orden de los Perciformes.

## Especies
Actualmente hay cinco especies reconocidas en este género:
- Paragobiodon echinocephalus (Rüppell, 1830)
- Paragobiodon lacunicolus (Kendall & Goldsborough, 1911)
- Paragobiodon melanosomus (Bleeker, 1853)
- Paragobiodon modestus (Regan, 1908)
- Paragobiodon xanthosoma (Bleeker, 1853)